# 井関食品
井関食品株式会社（いせきしょくひん）は、大阪府豊中市豊南町に本社を置く飴の製造を専業とする製菓業者である。

## 会社概要
創業から今日まで、飴の製造を続けている。元々が神社の参道の売店からの依頼で、のど飴の製造から始まった。長年にわたって、銅製の大釜により、直火で製造する「地釜造り」で、職人が丹精込めて飴を造っている。
主に販売地域は関西を中心としているが、東京及び関東地域では、国内・海外からの輸入食材を扱うことで知られる成城石井などで、同社の製品が取り扱われている。
近年では、大阪府堺市の建築会社と共同で開発された、熱中症対策として塩分やクエン酸を配合したレモン風味の「熱中飴」の製造でも知られている。熱中症対策の塩飴は業界初として、NHKに取り上げられ、塩飴ブームの火付け役となった。またミドリ安全とも提携していたが、現在は提携を解消している。

## 沿革
- 1945年 - 菓子問屋「井関商店」創業
- 1955年 - 株式会社へ改組、「井関食品株式会社」に社名変更
- 1970年 - 菓子製造業に業態変え

## 主な製品
- いせきのど飴三種 - れんこん入りせきのど飴、だいこん入り花梨のど飴、しょうが入り梅のど飴
- いせきこだわり飴四種 - 千葉産ピーナッツ飴、丹波大豆飴、沖縄八重山飴、宇治抹茶飴
- いせき自然派の飴 - はちみつ飴、石垣島塩の飴
- マドモアゼルシリーズ‐マヌカハニーのど飴、瀬戸内レモンキャンディ、いちごバターキャンディ
- 熱中飴、熱中飴タブレット　業務用大袋